# Democracia Popular Multipartidária
Democracia Popular Multipartidária (em nepali:  जनताको बहुदलिय जनबाद, abreviado जबज) refere-se à linha ideológica do Partido Comunista do Nepal (Marxista-Leninista Unificado).  Foi proclamado em 1993. Este pensamento abandona a ideia tradicional de uma democracia popular com um partido comunista revolucionário de vanguarda a favor de um sistema multipartidário democrático. É considerada uma extensão do marxismo-leninismo por Madan Bhandari, o líder do PCN-MLU que o desenvolveu, e é baseado na política de terra natal do Nepal.
Durante a fusão do PCN (MLU) e do Partido Comunista Unificado do Nepal (Maoísta) em Partido Comunista do Nepal, a linha do partido unido foi provisoriamente definida como 'Democracia Popular' como um compromisso entre a linha da Democracia Popular Multipartidária da antiga PCN(MLU) e a linha da 'Democracia do Século XXI' da antiga PCUN(M).